# Sant'Anna dei Bresciani
Sant'Anna dei Bresciani ou Igreja de Santa Ana dos Brescianos, conhecida antigamente como Santi Faustino e Giovita ou Igreja dos Santos Faustino e Jovita, era uma igreja de Roma, Itália, localizada no rione Ponte, no final da via di Bresciani, uma travessa da Via Giulia, e demolida por volta de 1888 durante as obras para a abertura do Lungotevere dei Sangallo. Era dedicada a Santa Ana e aos mártires Faustino e Jovita, padroeiros de Bréscia.

## História

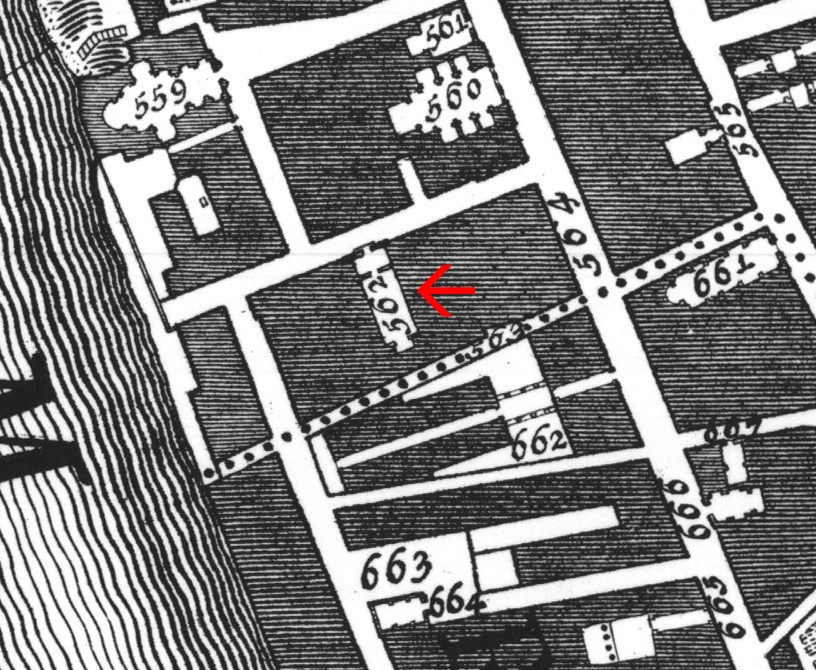
Neste fragmento do Mapa de Nolli, o número 559 é Sant'Anna dei Bresciani. A seta vermelha aponta para o Oratorio del Gonfalone.

Esta igreja tem origem nos planos do papa Júlio II para sua nova via Giulia. Do lado oeste da via, ao norte da moderna via del Gonfalone, ele queria construir um enorme "Palazzo dei Tribunali" para reunir todas as cortes judiciárias de Roma, mas, infelizmente, quando ele morreu, seus sucessores não mantiveram o projeto e as obras incompletas de Bramante foram abandonadas.
Uma confraria de brescianos, a "Sociedade dos Brescianos" (Società dei Bresciani) comprou parte do terreno para construir uma igreja em 1575, assim como um pequeno hospital para peregrinos de sua cidade natal. O arquiteto original foi novamente Bramante. Apesar de a igreja ter sido demolida, o hospital ainda está no local, do lado esquerdo da rua na direção da Via Giulia.
A igreja foi originalmente dedicada aos santos Faustino e Giovita, mas o edifício foi modificado por Carlo Fontana entre 1669 e 1709, o que lhe valeu a oportunidade de re-dedicá-lo a Santa Ana.

## Aparência

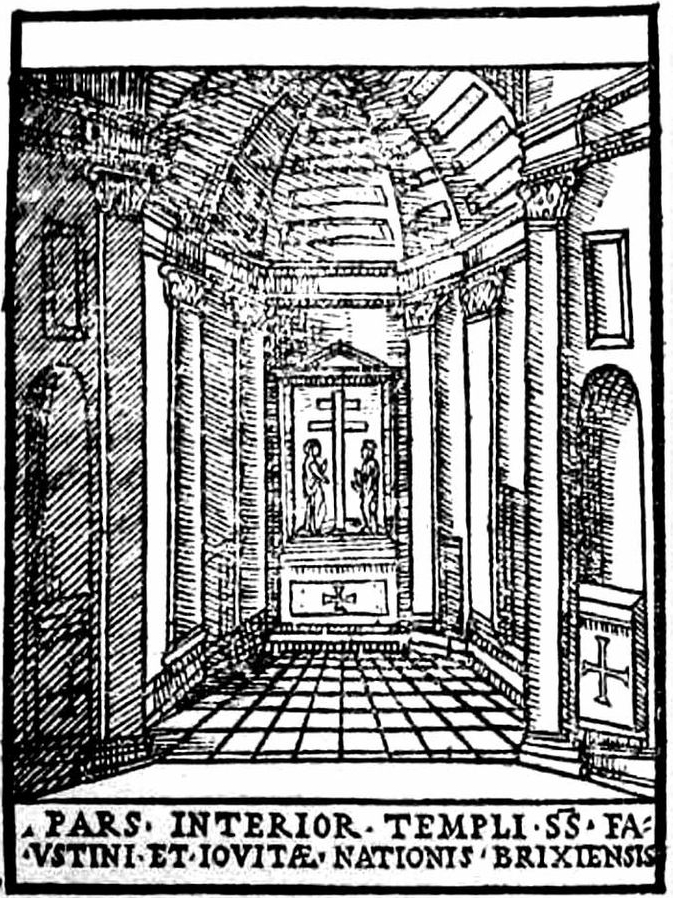
Interior numa gravura do século XVI.

A igreja tinha uma única nave, sem corredores, com duas capelas de cada lado e um cruzeiro quadrado encimado por uma cúpula. De cada lado do cruzeiro havia ainda duas capelas laterais, dando à planta o formato de uma cruz latina. O presbitério estava numa abside semicircular que beirava o rio do outro lado da parede.
A fachada, que se conhece através de antigas fotografias, tinha dois andares e apenas uma entrada. O primeiro era bem simples, com quatro pilastras dóricas em pares suportando um entablamento com a inscrição dedicatória no friso. Entre os pares estava a entrada, que tinha duas semi-colunas jônicas sobre plintos suportando um frontão triangular. O tímpano estava decorado com duas palmas entrecruzadas, uma alusão aos dois mártires da dedicação original.
O segundo era mais complexo. Havia três zonas de igual largura e a central era em recesso. As duas exteriores tinham um par de colunas coríntias cada sobre altos plintos acima do entablamento do primeiro andar e dobradas nos cantos. Elas suportavam um entablamento partido pelo recesso da zona central e, sobre este, estava um pequeno frontão triangular sem cornija e que era suportado apenas pelas duas pilastras interiores de cada lado. O beiral tinha cinco remates em forma de tochas flamejantes.
A zona central tinha uma grande janela redonda, que começava na cornija do entablamento do primeiro andar e dali atravessava o plinto sobre o qual se assentavam as pilastras do segundo. Neste estava um par de estreitas semi-colunas coríntias que flanqueavam a janela, subindo até um par de pequenos plintos que seguravam a arquitrave no nível das bases dos capitéis das pilastras principais. Acima desta arquitrave, chegando até o tímpano do frontão, estava um grande painel de moldura curva como se fosse duas espirais logarítmicas fundidas. Este painel (ou tondo) era suportado por um par de putti. Antes da demolição, ele continha apenas a inscrição "Deo sacrum" ("Sagrado para Deus"), mas seu objetivo era ostentar um afresco.
No interior, a peça-de-altar de Santa Ana no altar-mor era da escola de Federico Barocci enquanto que as demais eram de Francesco Cozza, Luigi Gentile e Girolamo Muziano.